# Walk with Me
Walk with Me es el tercer álbum de estudio de la cantante de R&B Jamelia, publicado a través de EMI en septiembre del 2006. El álbum contiene los sencillos "Something About You", "Beware Of The Dog" Y "No More". Este disco representa el último disco publicado con Parlophone.

## El Disco
Tras la publicación de su segundo disco "Thank You, Jamelia se tomó un largo descanso al margen de su carrera musical para dar a luza su segunda hija Tiani. Mientras que estaba embarazada, se dedicó a componer canciones para su nuevo trabajo, pero no consiguió componer ninguna en ese estado, que para ella era de felicidad, por lo que declaró: «La primera vez que intenté componer, fue cuando estaba de 5 meses de embarazo, y todas las canciones me salían mal y eran "basura". Pensé en escribir otro Thank You, pero estaba tremendamente feliz, y no pude escribir ninguna canción con fuertes sentimientos». No fue hasta que dio a luz a Tiani cuando pudo comenzar a trabajar y a componer en lo que es hoy su nuevo trabajo discográfico. Decidida a seguir creciendo como artista, Jamelia decidió continuar haciendo música que reflejase su personalidad y su estilo musical: «Mi intención fue hacer algo distinto. No creo en darle al público algo que ya habían escuchado antes de mí. Sabemos lo que hemos trabajado con "Thank You", pero creo que cambiar y reinventarte a ti misma es la manera de mejorar».
El álbum se titula "Walk With Me" como un tributo al viaje que ella ha tomado desde que empezó su carrera musical: «Simplemente siento que mi vida y mi carrera han sido como un viaje y siempre he sentido que he tenido muchísima suerte de tener gente que están ahí conmigo. Es, además, una invitación para todos aquellos que nunca han comprado un disco de Jamelia para que escuchen esta vez algo de mí».

## Recepción
Desde su publicación el 25 de septiembre del 2006, el disco entró en el nº20 de la lista UK Albums Charts, pero no consiguiendo mantenerse en ese puesto, bajando al 44 en la siguiente semana. En Irlanda, Walk With Me entró tan sólo en el nº67 en su primera semana, pero bajando puestos en sucesivas semanas.
El disco fue publicado en toda Europa, Asia y Australia, siendo un fracaso, el peor fracaso que ella ha vivido en toda su carrera musical, vendiendo tan sólo 300 000 copias en todo el mundo. La discográfica EMI, ha anunciado que no harán nuevas ediciones del disco, y que el sencillo "Beware Of The Dog" será posiblemente el último single publicado del disco.
En el Reino Unido, el disco se podía comprar en las tiendas por menos de 3 libras [6 €], y debido a esos fuertes descuentos para que el álbum se vendiese, el disco ha subido al puesto número 45, después de estar semanas fuera de la lista UK Top 200 Albums, y, debido a estas medidas, ha conseguido el Disco de Oro en Reino Unido, por vender 100 000 copias.

## Lista de canciones
Edición única Publicado el 26 de septiembre de 2006
| #   | Canción                                    | Compositores                                                                                            | Duración |
| --- | ------------------------------------------ | --- | -------- |
| 1.  | "Something About You"                      | J. Davis, Soulshock, P. Biker                                                                           | 3.24     |
| 2.  | "Do Me Right" (featuring Afrika Bambaataa) | J. Davis, A. Bambaataa, M. Prime, H. Robinson, S. Albert, S. Barcelona, J. Harvath, R. Myers, S. Raskin | 3.39     |
| 3.  | "Window Shopping"                          | J. Davis, M. Prime, H. Robinson                                                                         | 3.38     |
| 4.  | "Know My Name"                             | J. Davis, K. Poole, Soulshock, P. Biker                                                                 | 3.28     |
| 5.  | "No More"                                  | J. Davis, S. Crichton, T. L. James, The Stranglers                                                      | 2.54     |
| 6.  | "Ain't A Love"                             | J. Davis, M. Prime, H. Robinson, J. Belmaati, M. Hansen                                                 | 3.46     |
| 7.  | "La La Love"                               | F. T. Smith, N. Woodford                                                                                | 3.38     |
| 8.  | "Go"                                       | J. Davis, Eg                                                                                            | 3.26     |
| 9.  | "Get Up, Get Out"                          | J. Davis, Soulshock & Karlin                                                                            | 3.18     |
| 10. | "Beware of the Dog"                        | J. Davis, S. Crichton, T. L. James, K. Poole, Martin Gore                                               | 3.11     |
| 11. | "Got It So Good"                           | J. Davis, M. Prime, H. Robinson                                                                         | 3.36     |
| 12. | "Hustle" Featuring Sway                    | J. Davis, M. Prime, H. Robinson                                                                         | 3.33     |

iTunes Exclusive Publicado el 22 de septiembre del 2006
| # | Canción             | Compositores  | Duración |
| - | ------------------- | ------------- | -------- |
|   | "Tripping Over You" | Jamelia Davis | 2.53     |

## Listas

### Posiciones Más Altas
| Lista (2006)                      | Responsable                          | Posición |
| --------------------------------- | ------------------------------------ | -------- |
| The Official UK Album Chart       | BPI / The Official UK Charts Company | 20       |
| The Official UK Urban Album Chart | BPI / The Official UK Charts Company | 9        |
| Lista china de álbumes            | IFPI                                 | 40       |
| Irish Album Chart                 | IRMA                                 | 67       |
| Australian Album Chart            | ARIA                                 | 80       |
| Germany Top 100 Albums            | IFPI                                 | 129      |

## Posiciones en los listas
| UK Albums Chart | UK Albums Chart | UK Albums Chart | UK Albums Chart | UK Albums Chart | UK Albums Chart | UK Albums Chart | UK Albums Chart | UK Albums Chart | UK Albums Chart | UK Albums Chart | UK Albums Chart | UK Albums Chart | UK Albums Chart | UK Albums Chart | UK Albums Chart |
| Week            | 01              | 02              | 03              | 04              | 05              | 06              | 07              | 08              | 09              | 10              | 11              | 12              | 13              | 14              | 15              |
| --------------- | --------------- | --------------- | --------------- | --------------- | --------------- | --------------- | --------------- | --------------- | --------------- | --------------- | --------------- | --------------- | --------------- | --------------- | --------------- |
| Position        | 20              | 44              | 71              | 118             | 174             | Out             | Out             | Out             | 216             | 140             | 99              | 45              | 105             | 199             | Out             |

| Irish Album Chart | Irish Album Chart | Irish Album Chart | Irish Album Chart | Irish Album Chart | Irish Album Chart | Irish Album Chart |
| Week              | 01                | 02                | 03                | 04                | 05                | 06                |
| ----------------- | ----------------- | ----------------- | ----------------- | ----------------- | ----------------- | ----------------- |
| Position          | 67                | 84                | 162               | 214               | Out               | Out               |

| Israel Top Albums Chart | Israel Top Albums Chart | Israel Top Albums Chart | Israel Top Albums Chart | Israel Top Albums Chart | Israel Top Albums Chart | Israel Top Albums Chart | Israel Top Albums Chart |
| Week                    | 01                      | 02                      | 03                      | 04                      | 05                      | 06                      | 07                      |
| ----------------------- | ----------------------- | ----------------------- | ----------------------- | ----------------------- | ----------------------- | ----------------------- | ----------------------- |
| Position                | 59                      | 77                      | 94                      | 105                     | 168                     | Out                     | Out                     |

| Position | 169 | 210 | Out | Out |

| Australia ARIA Album Chart | Australia ARIA Album Chart | Australia ARIA Album Chart | Australia ARIA Album Chart | Australia ARIA Album Chart | Australia ARIA Album Chart | Australia ARIA Album Chart | Australia ARIA Album Chart | Australia ARIA Album Chart | Australia ARIA Album Chart |
| Week                       | 01                         | 02                         | 03                         | 04                         | 05                         | 06                         | 07                         | 08                         |                            |
| -------------------------- | -------------------------- | -------------------------- | -------------------------- | -------------------------- | -------------------------- | -------------------------- | -------------------------- | -------------------------- | -------------------------- |
| Position                   | 80                         | 100                        | 119                        | 147                        | 189                        | 241                        | Out                        | Out                        |                            |

| Position | 129 | 177 | Out |

| China Top Albums Chart | China Top Albums Chart | China Top Albums Chart | China Top Albums Chart | China Top Albums Chart | China Top Albums Chart | China Top Albums Chart | China Top Albums Chart | China Top Albums Chart | China Top Albums Chart |
| Week                   | 01                     | 02                     | 03                     | 04                     | 05                     | 06                     | 07                     | 08                     | 09                     |
| ---------------------- | ---------------------- | ---------------------- | ---------------------- | ---------------------- | ---------------------- | ---------------------- | ---------------------- | ---------------------- | ---------------------- |
| Position               | 40                     | 57                     | 84                     | 106                    | 144                    | 210                    | 236                    | Out                    | Out                    |

| Japan ORICON Album Chart | Japan ORICON Album Chart | Japan ORICON Album Chart | Japan ORICON Album Chart | Japan ORICON Album Chart | Japan ORICON Album Chart | Japan ORICON Album Chart | Japan ORICON Album Chart | Japan ORICON Album Chart |
| Week                     | 01                       | 02                       | 03                       | 04                       | 05                       | 06                       | 07                       | 08                       |
| ------------------------ | ------------------------ | ------------------------ | ------------------------ | ------------------------ | ------------------------ | ------------------------ | ------------------------ | ------------------------ |
| Position                 | 79                       | 51                       | 84                       | 112                      | 165                      | 216                      | Out                      | Out                      |

- Datos: Q4017797